# European Party for Individual Liberty
European Party for Individual Liberty – europejska partia polityczna zrzeszająca partie polityczne o profilu klasyczno-liberalnym i libertariańskim. Utworzona 29 września 2013 na podstawie Utrechtskiej Deklaracji i Przymierza Europejskich Klasyczno-liberalnych i Libertariańskich Partii podpisanej w Utrecht. 

## Członkowie
- Liberal Democratic Party
- Partia Rozsądku
- Partia Libertariańska (Holandia)
- Partia Libertariańska (Hiszpania)